# نادي كوفيليا
نادي كوفيليا لكرة القدم (بالبرتغالية: S.C. Covilhã‏) هو نادي كرة قدم برتغالي، مقره في مدينة كوفيليا وسط البلاد، وقد تأسس عام 1923. ينافس النادي حاليًا في دوري الدرجة الثانية البرتغالي، ويلقب لاعبو النادي "بأسود سيرا" (Leões da Serra)، حيثُ تقع مدينة كوفيليا في منطقة جبال سيرا دا استريلا أعلى سلسلة جبال في البرتغال.
الملعب الخاص بالنادي هو استاد خوسيه لويس بينتو البلدي، والذي يقع على ارتفاع 900 متر. ومع ذلك يلعب النادي أحيانًا في مجمع كوفيليا الرياضي، الذي يتسع لثلاثة آلاف متقرج. رئيسهم الحالي هو خوسيه أوليفيرا مينديز والمدير الحالي هو إرنستو كانجالو. وفاز النادي بالدرجة الثانية ثلاث مرات في (1948، 1969، 1987)، وفي الدرجة الثالثة مرتان في (2002، 2005).

## أبرز المدربين السابقين
- ألفارو ماغالهايز (2008)
- هيليو سوزا (2008-2009)
- جواو دومينيغوس بينتو (2010-2011)
- ليونيل بونتس (2021-2022)
- أليكساندر مارتينز (2022-)